# Metinota (Saskatchewan)
Metinota ist ein Resort Village am Südufer des Jackfish Lake in der kanadischen Provinz Saskatchewan. Es liegt östlich von Meota und Lakeview. 
Das Feriendorf besitzt eine Fläche von ca. 0,52 km² und liegt auf einer Höhe von 58 m über dem Meeresspiegel. Es gehört zur Gemeinde Meota No. 468.

## Demografie
Im Jahr 2001 hatte Metinota 69 Einwohner. Bis 2006 stieg die Bevölkerungszahl um 28,99 % auf 89 Personen an. Bis zum Jahr 2011 blieb die Bevölkerungszahl der im Ort lebenden Personen konstant. Laut der letzten Volkszählung von 2016 lebten in Metinota 80 Menschen. Dies bedeutete einen Rückgang von ca. 10 %